# Mexicaanse roodrompvogelspin
De Mexicaanse roodrompvogelspin (Brachypelma vagans) is een vogelspin die voornamelijk in Mexico leeft, maar ook voorkomt in Belize, El Salvador, Guatemala en het zuiden van Florida in de Verenigde Staten.

## Synoniemen
- Eurypelma dupontii - Becker, 1879[2]
- Eurypelma vagans - Ausserer, 1875[1]

## Uiterlijk
Het lijf (kopborststuk en achterlijf) kan tot maximaal 7 cm groot worden. Het achterlijf is voornamelijk rood behaard met een zwarte onderlaag. De spanwijdte van de poten bij een volwassen spin bedraagt ongeveer 13 centimeter.

## Voedsel
Qua voedsel is deze soort zeker niet kieskeurig: meelwormen, vliegen, krekels, libellen, kleine muizen, kleine vogels, kikkers en salamanders kunnen allemaal deel uitmaken van het menu.

## Gedrag
Net als andere soorten uit het geslacht Brachypelma is de Mexicaanse roodrompvogelspin erg territoriaal ingesteld. Indringers zal ze eerst proberen af te schrikken door de gifkaken te laten zien. Als dit niet lukt, zal ze zeker bijten. Deze soort wordt niettemin beschouwd als vrij rustig, tenzij de rust verstoord wordt. Vooral bij de paring kan het vrouwtje erg agressief uitvallen naar het mannetje. Ook haar cocon verdedigt ze goed. Als een indringer de cocon wil afnemen, zal het vrouwtje niet aarzelen om de cocon op te eten. De spin kan niet goed zien, maar voelt vreemde en snelle bewegingen erg goed, zodat ze zeer snel een prooi kan verschalken.
De spin beweegt traag en kan 'bombarderen' (het verspreiden van brandharen door met de achterpoten op het achterlijf te wrijven) als het nodig is.

## Voortplanting
Na de paring kan het vrouwtje kiezen of ze al dan niet echt bevrucht wil worden, omdat ze het sperma van het mannetje kan opslaan in haar spermatheek. Nadat ze zich heeft laten bevruchten kan het nog wel een paar maanden duren voordat ze een cocon maakt, want de temperatuur, luchtvochtigheid en luchtdruk moeten ideaal zijn. Deze cocon is een ronde bal van spinsel met eieren erin. Het vrouwtje verdedigt de cocon met hand en tand en eet in deze periode niet.
De cocon komt uit na 6 à 8 weken. Het aantal spinnetjes varieert meestal van 30 tot 700, maar het kunnen er ook meer dan 1000 zijn.

## Levensduur
De Mexicaanse roodrompvogelspin is een langzame groeier en bereikt pas een volwassen formaat na enkele jaren. Ze kunnen echter heel oud worden. De vrouwtjes kunnen tot 20 jaar worden.

## Terrarium
Deze spin heeft een terrarium nodig van 40 x 30 x 30 cm met een laag bodemstrooisel (turf) van 10 cm diep en een schuilplaats zoals een holle boomstronk. De dagtemperatuur moet 25 tot 30 graden Celsius bedragen en 's nachts minimaal 18 graden. De spin moet redelijk vochtig zitten met een luchtvochtigheid tussen 50 en 70%. In het regenseizoen mag deze iets worden opgeschroefd van 60 tot 80%.